# Goin' In
«Goin' In - que según la traducción significa Va en o Entraré en - es una canción interpretada por la cantante estadounidense Jennifer Lopez a dúo con el rapero estadounidense Flo Rida. Fue elegido como el segundo sencillo del primer álbum recopilatorio"Dance Again... The Hits" de la cantante, que se lanzó en el verano de 2012. Dicha canción cuenta con un ritmo urbano que da simpatía con el estilo de su artista invitado. Esto también marca la primera vez que J.Lo y Flo Rida colaboran en una canción.

## Posiciones en Listas
| Chart (2012)                          | Posición Posición obtenida |
| ------------------------------------- | -------------------------- |
| Austria (Ö3 Austria Top 40)           | 58                         |
| Canadá (Canadian Hot 100)             | 54                         |
| Estados Unidos (Hot Dance Club Songs) | 1                          |
| Estados Unidos (Hot Latin Songs)      | 31                         |
| Estados Unidos (Latin Pop Airplay)    | 16                         |
| Estados Unidos (Tropical Airplay)     | 40                         |